# JSL
JSL (japanisch JSLローマ字 JSL rōmaji) ist ein Transkriptionsverfahren für die japanische Schrift ins lateinische Alphabet, das von Eleanor Jorden für ihr 1987 erschienenes Buch Japanese: The Spoken Language entwickelt und ist auch danach benannt ist. Da Eleanor Jorden in Yale promovierte und das Buch später auch dort publizierte, ist das JSL-Transkriptionssystem ebenfalls unter der weniger bekannten Bezeichnung Japanese Yale bekannt. JSL orientiert sich bei der Umschrift der Konsonanten wie das Kunrei- und das Nippon-System an der Systematik der 50-Laute-Tafel und nicht an der Aussprache (unterscheidet allerdings die Yotsugana nicht voneinander). Langvokale werden explizit durch verdoppelte lateinische Vokale (und nicht mit Makron oder anderen Diakritika) dargestellt. Hier ist, anders als bei den Konsonanten, allerdings die Aussprache ausschlaggebend, so wird mit u gelängtes o als oo und nicht als ou dargestellt.
Im Gegensatz zu anderen Transkriptionsverfahren (und der japanischen Schrift selbst) versucht JSL außerdem, den musikalischen Akzent (japanisch 高低アクセント kōtei akusento, englisch pitch accent) des Japanischen wiederzugeben. Dazu benutzt das System die Diakritika ´ (Akut), ` (Gravis) und ^ (Zirkumflex). Der Akut ´ auf einem Vokal bezeichnet die erste More mit einem hohen Ton, der Gravis ` markiert die letzte hochtonige More und ein Zirkumflex ^ markiert die einzige hochtonige More eines Wortes. Die Aussprache für 日本 „Japan“ würde in diesem System mit nihôn und die für 二本 „zwei [dünne lange Gegenstände]“ als nîhon transkribiert. Zumindest für die Betonungsmuster des Tōkyō-Typs (東京式アクセント Tōkyō-shiki akusento) ist diese Art der Auszeichnung allerdings redundant, da die erste und zweite More eines Wortes stets unterschiedliche Tonhöhe aufweisen. JSL markiert außerdem die allophone Aussprache des g als nasalierter velarer Verschluss (/⁠ŋ⁠/), die im Japanischen im Wortinneren sowie beim Joshi ga üblich ist, als ḡ, zum Beispiel 東 „Osten“ als hiḡási.

## Unterschiede zwischen den verschiedenen Systemen
Die folgende Tabelle listet diejenigen Kana auf, deren Umschriften in verschiedenen Umschriftsystemen voneinander abweichen. Die JSL-Transkription entspricht dabei stets der des Kunrei-Systems, die fast immer mit der des Nippon-Systems identisch ist.
| Kana | Hepburn | Nippon | Kunrei | JSL |
| ---- | ------- | ------ | ------ | --- |
| し   | shi     | si     | si     | si  |
| しゃ | sha     | sya    | sya    | sya |
| しゅ | shu     | syu    | syu    | syu |
| しょ | sho     | syo    | syo    | syo |
| じ   | ji      | zi     | zi     | zi  |
| じゃ | ja      | zya    | zya    | zya |
| じゅ | ju      | zyu    | zyu    | zyu |
| じょ | jo      | zyo    | zyo    | zyo |
| ち   | chi     | ti     | ti     | ti  |
| つ   | tsu     | tu     | tu     | tu  |
| ちゃ | cha     | tya    | tya    | tya |
| ちゅ | chu     | tyu    | tyu    | tyu |
| ちょ | cho     | tyo    | tyo    | tyo |
| ぢ   | ji      | di     | zi     | zi  |
| づ   | zu      | du     | zu     | zu  |
| ぢゃ | ja      | dya    | zya    | zya |
| ぢゅ | ju      | dyu    | zyu    | zyu |
| ぢょ | jo      | dyo    | zyo    | zyo |
| ふ   | fu      | hu     | hu     | hu  |

Lediglich bei der Kennzeichnung der Vokallängen weicht JSL auch vom Kunrei-System ab: Das Kunrei-System verwendet einen Zirkumflex zu deren Kennzeichnung, während JSL den Vokalbuchstaben dupliziert.
 Beispiele:
| Kana       | Hepburn | Kunrei | Nippon | JSL |
| ---------- | ------- | ------ | ------ | --- |
| うう       | ū       | û      | ū      | uu  |
| おう, おお | ō       | ô      | ō      | oo  |

Die folgende Tabelle listet einige japanische Beispielwörter mit ihrer Lesung in Hiragana und ihrer Umschrift in JSL (mit standardsprachlichem Akzent) und den anderen drei Umschriftsystemen auf:
| Deutsch                | Japanisch | Japanisch  | Hepburn | Nippon  | Kunrei  | JSL     |
| ---------------------- | --------- | ---------- | ------- | ------- | ------- | ------- |
| Lateinische Buchstaben | ローマ字  | ローマじ   | rōmaji  | rōmazi  | rômazi  | roómàzi |
| Berg Fuji              | 富士山    | ふじさん   | Fujisan | Huzisan | Huzisan | Hûzisan |
| Tokio (Tōkyō)          | 東京      | とうきょう | Tōkyō   | Tōkyō   | Tôkyô   | Toókyoo |
| Hanami                 | 花見      | はなみ     | hanami  | hanami  | hanami  | hanámì  |
| Tee                    | お茶      | おちゃ     | ocha    | otya    | otya    | otyá    |
| Osten                  | 東        | ひがし     | higashi | higasi  | higasi  | hiḡási  |
| (Präfektur-)Gouverneur | 知事      | ちじ       | chiji   | tizi    | tizi    | tîzi    |
| schrumpfen, einlaufen  | 縮む      | ちぢむ     | chijimu | tidimu  | tizimu  | tizímu  |